# ويكيبيدي مقيم
الويكيبيدي المقيم هو اسم وظيفي لشخص يقوم بمهام المحرِّر الويكيبيدي في مؤسسة ما. وهذه الوظيفة شائعة في المتاحف ولا سيَّما الفنية، والمكتبات، ومؤسسات الأرشفة. والمهام الرئيسة لهذه الوظيفة هي تحرير المقالات الويكيبيدية التي لها عَلاقة بعمل المؤسسة، المُسهِمة في نشر المعلومات الحرَّة والمفتوحة، وبناء ودعم العَلاقات بين المؤسسة والمجتمع الويكيبيدي.

## التسمية
مصطلح «الويكيبيدي المقيم» هو ترجمة لمصطلح Wikipedian in residence الإنجليزي.

## تاريخ
يُعَد ليام ويات أول ويكيبيدي مقيم إذ تطوَّع عام 2010 للقيام بهذه المهام في المتحف البريطاني مدَّة خمسة أسابيع. برر استعداده للتطوع بالمتحف على أساس أنهما يقومان بنفس العمل الويكيبيدي، فالتضافر بينهما هو طبيعي. وثاني ويكيبيدي مقيم كان لوري فيليبس عندما تطوع للعمل في متحف إنديانابولس للأطفال. وبعدهما، اهتمت المؤسسات التالية بخلق وظائف مشابهة وهي: إدارة قصر فرساي في فرنسا، ومتحف بيكاسو في برشلونة، ومتحف ومعرض الفن ديربي في المملكة المتحدة. وبعده، كرت السبحة في العديد من المؤسسات والمتاحف.

## المهام
من مهام هذه الوظيفة:
- التواصل مع الموظفين والعامة.
- تحرير المقالات.
- متابعة المقالات المتعلقة بالمؤسسة ومنع تخريبها.
- تنظيم حلقات تدريبية حول ويكيبيديا والمشاركة في تحريرها.